# 楊先俊
楊先俊（?—?），湖南省長沙府長沙縣人，清朝政治人物、進士出身。
光緒三年（1877年），参加丁丑科殿試，登進士二甲第85名。同年五月，經吏部掣簽，授即用知縣。